# Martin Weis (Politiker)

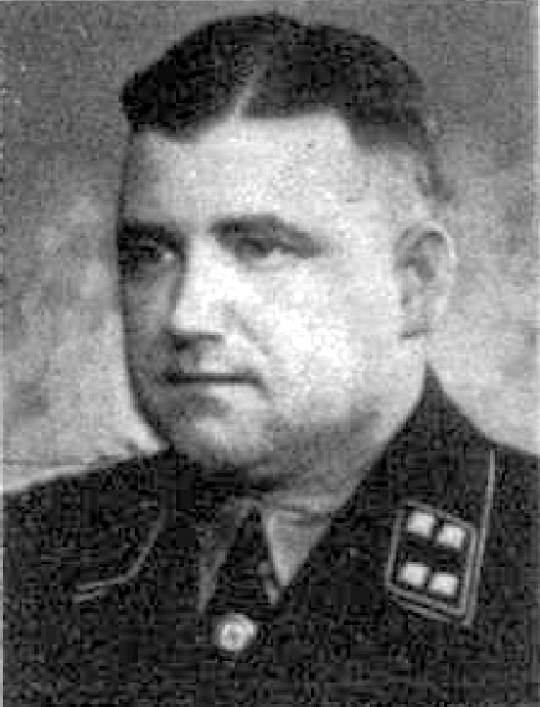
Martin Weis

Martin Weis (* 22. April 1907 in Kleinzschachwitz; † 30. Dezember 1970 in Düsseldorf) war ein deutscher NSDAP-Politiker, SA- und SS-Führer.

## Leben
Der gelernte Elektrotechniker trat 1924 in die NSDAP und 1927 in die SA ein. Vom 5. März 1933 bis 1. April 1935 war er Stadtverordneter in Nossen. 1936 wurde er SS-Obersturmbannführer (SS-Nummer 280.456) und am 29. März des gleichen Jahres im Wahlkreis Chemnitz-Zwickau in den deutschen Reichstag gewählt. 1938 lebte er als SS-Sturmbannführer in Nürnberg. Martin Weis nahm aktiv am Zweiten Weltkrieg teil.